# Schüppchenschnitzlinge
Die Schüppchenschnitzlinge (Phaeomarasmius) sind eine Pilzgattung aus der Familie der Trompetenschnitzlingsverwandten (Tubariaceae). Üblicherweise werden sie den sogenannten Little brown mushrooms zugeordnet.

## Merkmale

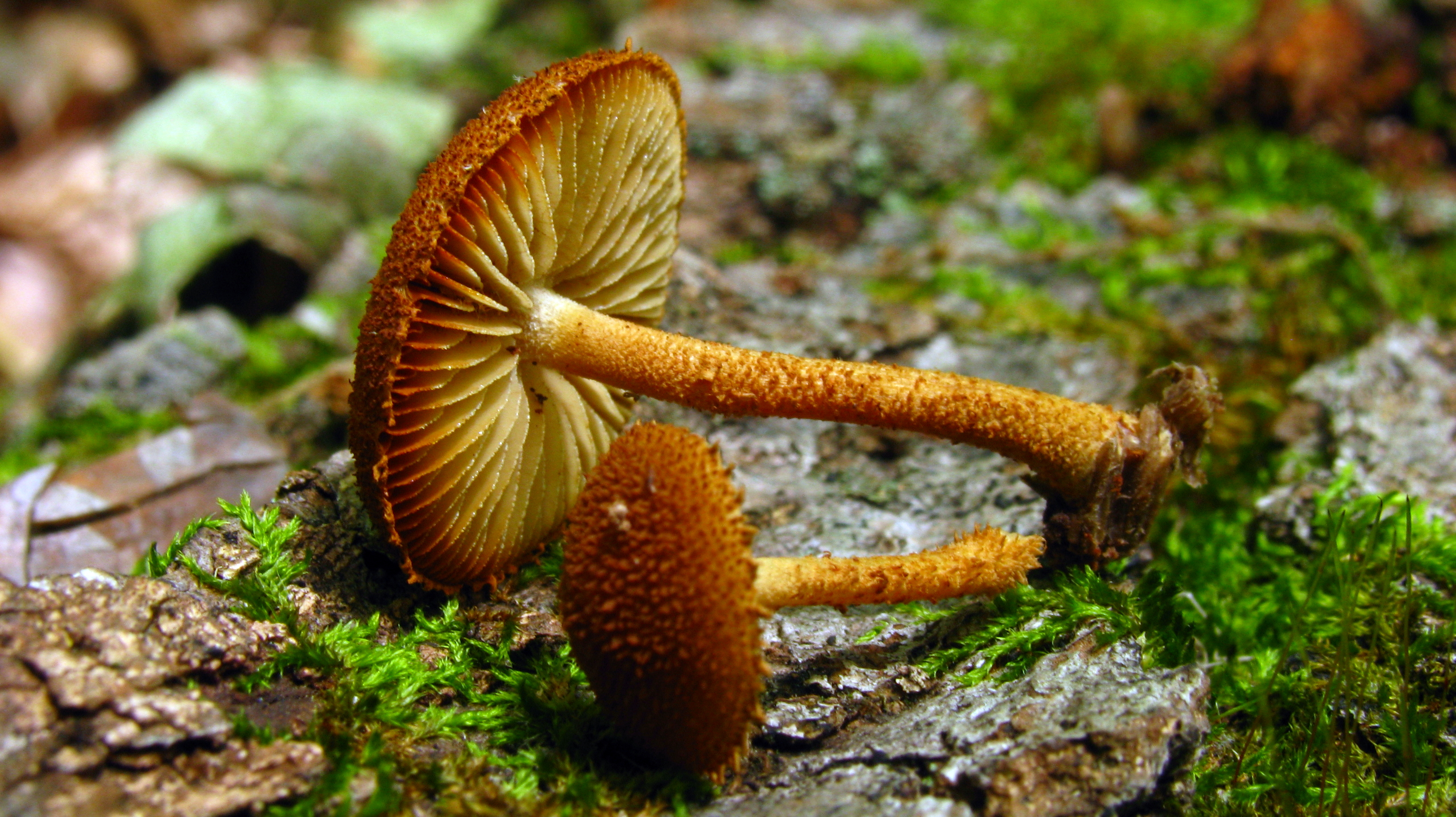
Blick auf die Lamellen des Igel-Schüppchenschnitzlings

### Makroskopische Merkmale
Die Schüppchenschnitzlinge sind kleine, unter 20 mm breite, in Hut und Stiel gegliederte Blätterpilze. Der Hut ist gewölbt bis ausgebreitet, die Hutoberfläche ist gelb- bis rostbraun gefärbt, trocken und mit körnigen bis flockigen oder faserigen, borstigen bis sparrigen Schüppchen bedeckt. Die Lamellen sind am Stiel angeheftet bis ausgerandet angewachsen. Der Stiel ist dünn, bei jungen Exemplaren sind Reste des Velum häutig in Form eines Ringes oder faserig als Schleier (Cortina) vorhanden. Die Fruchtkörper besitzen die Fähigkeit, nach Austrocknen durch Feuchtigkeitszufuhr wieder aufzuleben. Das Sporenpulver ist rost- bis ockerbraun gefärbt.

### Mikroskopische Merkmale
Die relativ großen, elliptischen Sporen sind dünnwandig, glatt und rostbraun gefärbt. Sie besitzen keinen oder nur einen angedeuteten Keimporus.

## Ökologie
Die Schüppchenschnitzlinge sind saprobiontische Bewohner von Holz und Pflanzenresten.

## Arten
Die Gattung umfasst weltweit etwa 20 Arten, wovon 3 in Europa vorkommen.
| Schüppchenschnitzlinge (Phaeomarasmius) in Europa |                            |                                          |
| Deutscher Name                                    | Wissenschaftlicher Name    | Autorenzitat                             |
|                                                   | Phaeomarasmius borealis    | Rald 1991                                |
| Igel- oder Weiden Schüppchenschnitzling           | Phaeomarasmius erinaceus   | (Fries 1828 : Fries 1828) Romagnesi 1937 |
| Rinden-Schüppchenschnitzling                      | Phaeomarasmius rimulincola | (Rabenhorst 1851) Scherffel 1914         |

## Bedeutung
Die Schüppchenschnitzlinge kommen als Speisepilze nicht in Frage.